# 151. Division
Die 151. Division sind folgende militärische Einheiten auf Ebene der Division:

## Infanterie-Divisionen
- 151. Feldausbildungs-Division
- 151. Reserve-Division (Wehrmacht)
- 151ª Divisione fanteria “Perugia”
- 151. Division (Japanisches Kaiserreich), Küstenverteidigungsdivision, aufgestellt im Februar 1945
- 151. Schützendivision (Sowjetunion), 1941 in der Ukraine aufgestellt, bei Kiew vernichtet. 1945 bei Budapest und in Österreich eingesetzt